# Tumulus van Oultremont
De Tumulus van Oultremont is een Gallo-Romeinse grafheuvel bij Warnant-Dreye in de gemeente Villers-le-Bouillet in de Belgische provincie Luik. De tumulus ligt op zo'n vijf kilometer ten noordwesten van het dorp bij de weg A la Tombe.
De heuvel is met bomen en struiken begroeid. Op de tumulus is een Mariabeeldje geplaatst.

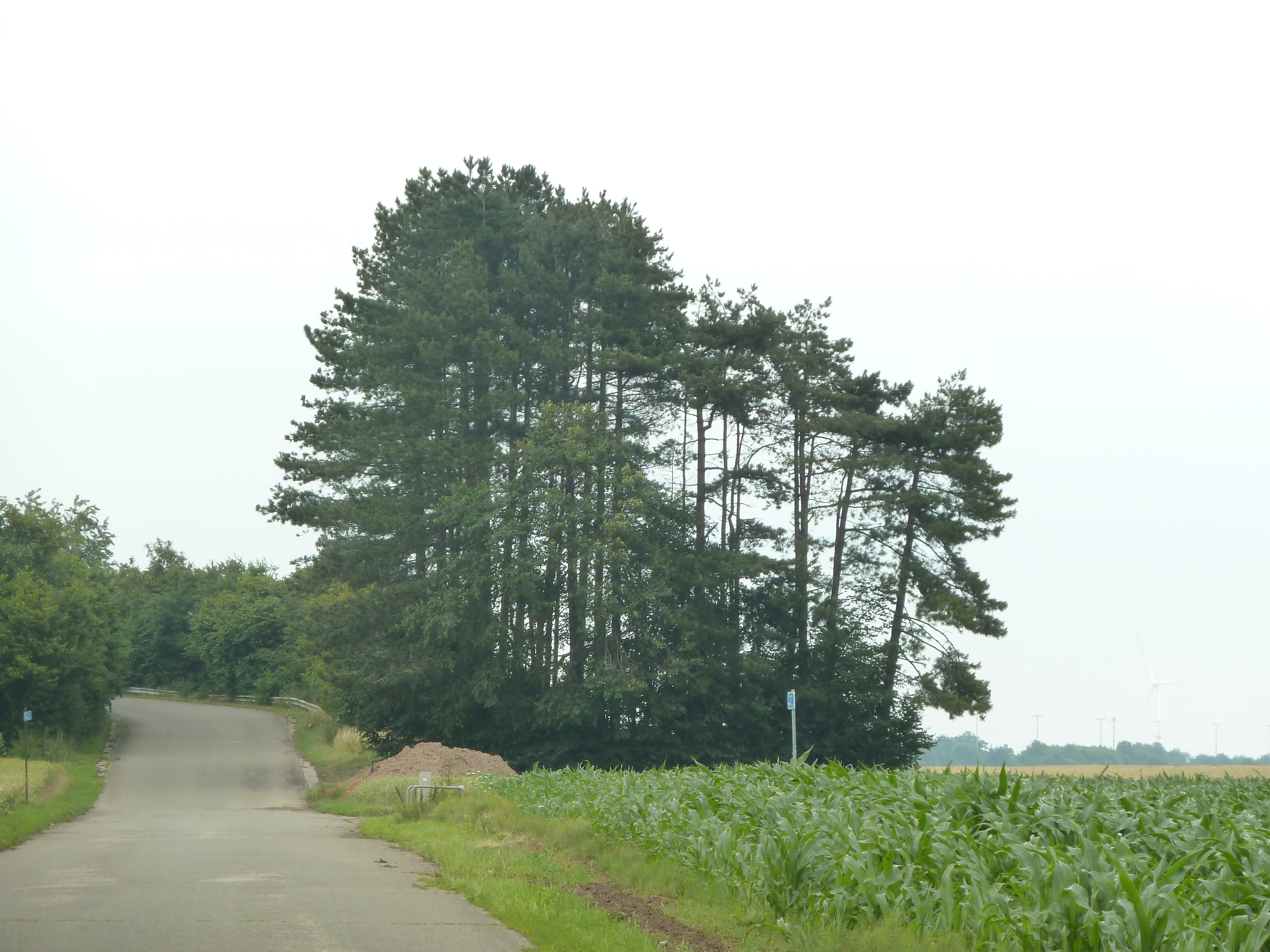
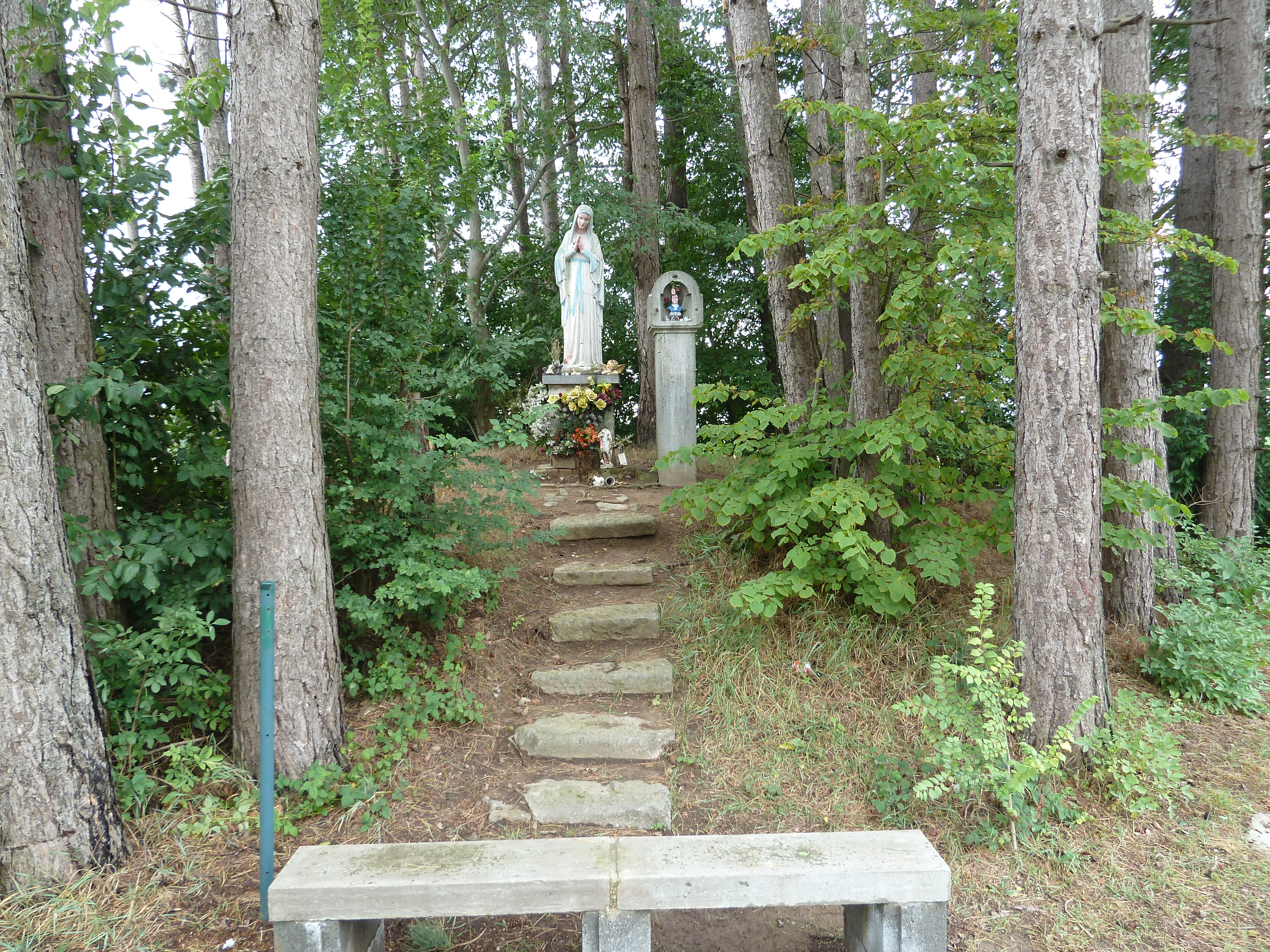